# Deluge
Deluge BitTorrent Client (Deluge) – otwarty klient sieci BitTorrent, napisany przy użyciu języka python oraz biblioteki GTK+ (poprzez PyGTK), bazujący na bibliotece libtorrent.
Program dostępny jest m.in. w języku polskim.
Twórcami Deluge są dwaj członkowie forum poświęconemu Ubuntu; Zach Tibbitts (Zachtib) i Alon Zakai (Kripkenstein). Na początku swojego rozwoju program nazywał się gTorrent ponieważ był klientem sieci BitTorrent napisanym dla GNOME, jednakże po wypuszczeniu pierwszej wersji beta (25 sierpnia 2006) zmienili jego nazwę na Deluge (czyli potop; tłum. z j. angielskiego), aby program nie kojarzył się tylko z tym środowiskiem graficznym. Autorzy programu za główny cel postawili sobie stworzenie prostego, lekkiego i przyjaznego klienta GTK+, który będzie działał w każdym środowisku graficznym; dlatego też można pobrać wersję pod GNOME, KDE, Xfce, i do wielu innych. Od wersji 0.5 działa on także pod Macintoshem (poprzez MacPorts) oraz Windowsem.

## Właściwości
Oficjalne funkcje programu:
- Web UI,
- szyfrowanie protokołu (PE),
- obsługa sieci zdecentralizowanej poprzez DHT,
- lokalne wyszukiwanie partnerów,
- obsługa UPnP,
- obsługa NAT-PMP,
- wymiana listy peerów (PEX),
- ochrona hasłem,
- czytnik RSS.

- Program nie obsługuje super-seedingu (Initial-seed), jednak wsparcie to ma się pojawić wraz z libtorrent 0.15[4].

## Wtyczki
Funkcje programu Deluge można rozbudowywać poprzez dołączone do niego wtyczki;
- Blocklist Importer

Autor: Steve „Tarka” Smith, poprawione przez Marka Stahlera;
Wersja 0.45
Wtyczka ściąga oraz instaluje różnorodne IP blocklisty.
Na chwilę obecną wtyczka korzysta z PeerGuardiana, SafePeer i z listy Emule. Wersja 7zip PeerGurardiana nie jest wspierana (należy listę wypakować i wkleić do pliku tekstowego). Źródła list mogą być podane w formie strony internetowej, albo mogą być również podane w formie źródła pliku zamieszczonego na lokalnym dysku.
Przykładowe listy można odnaleźć na stronie głównej programu Deluge w dziale FAQ.
- Desired Ratio

Autor: Andrew Resch,
Wersja: 0.1
Wtyczka dodaje funkcję „Desired Ratio” do torrenta (PPM na torrent), w celu umożliwienia sztucznego określenia pożądanego przez nas ratio dla pliku.
- Event Logging

Autor: Micah Bucy;
Wersja: 0.2
Wtyczka dodaje nową zakładkę, w której ukazują się wybrane przez nas logi (patrz ustawienia wtyczki). Dodawane są także wszelkie logi pochodzące od libttorenta. Wszystkie zdarzenia nie są dostępne w języku polskim, gdyż wcześniej musiałyby być przetłumaczone w libtorrencie.
Można wybrać opcję zapisu logów w dzienniku.
Logi zapisywane są w folderze zawierającym pliki konfiguracyjne programu Deluge. Wszystkie logi są przypisywane do każdego torrenta oddzielnie (nazwy logów są identyczne z nazwą torrentów). Te logi które nie należą do określonych torrentów, zapisywane są w oddzielnym pliku (np. peer_messages.log). Użytkownik tej wtyczki powinien usuwać niepotrzebne logi.
Każdy log posiada dodaną datę zdarzenia.
- FlexRSS
- Move Torrent

Autor: Marcos Pinto;
Wersja: 0.2
Wtyczka pozwala na przeniesienie ściąganego pliku do innego folderu bez konieczności usuwania i ponownego dodawania go do programu. Aby przenieść plik należy kliknąć prawym przyciskiem myszki na torrent, a następnie należy wybierać opcję „Move Torrent” i określić nowy folder docelowy.
Ponadto można ustawić automatycznie przenoszenie pliku tuż po jego ściągnięciu.
Przenoszenie może nastąpić tylko w obrębie tej samej partycji
- Network Activity Graph

Autor: Alon Zakai, Zach Tibbitts, Cinar Sahin;
Wersja: 0.2.1
Graficzne przedstawienie aktywności torrenta (dodana zakładka).
- Network Health Monitor
- Scheduler

Autor: Lazka – poprawione przez markybob oraz man_in_shack
Wersja: 0.5.6.1
Kalendarz w którym można ustawić prędkości pobierania oraz wysyłania plików, a nawet zablokować jakiekolwiek ruch sieciowy torrenta w danym dniu.
- Speed Limiter
- Torrent Creator

Autor: Andrew Resch;
Wersja: 0.1
Wtyczka do tworzenia torrentów.
- Torrent Files

Autor: Deluge;
Wersja: 0.2
Wtyczka pozwala na przejrzenie pobieranych plików w wybranym torrencie (dodana zakładka). Umożliwia ustawienie priorytetów według których będą ściągane pliki, a także zablokowanie ściągania tych na których nam nie zależy.
- Torrent Notification

Autor: Micah Bucy;
Wersja: 0.1
Po ukończeniu pobierania pliku wtyczka powiadomi cię o tym poprzez mruganie ikony traya.
W wersja Linuksowej można ustawić powiadomienie poprzez wyskakujące okienko lub zasygnalizowanie dźwiękiem.
- Torrent Peers

Autor: Deluge;
Wersja: 0.2
Wtyczka dodaje zakładkę w której ukazane jest IP osób ściągających oraz wysyłających pliki, kraj ich pochodzenia, rodzaj klienta, procent ukończenia oraz prędkość ściągania i wysyłania pliku.
- Torrent Search

Autor: Marcos Pinto;
Wersja: 0.3
Anonimowa wyszukiwarka torrentów.
- Web Seed
- Web User Interface